# Rolandas Alijevas
Rolandas Alijevas (Kaunas, 20 gennaio 1985) è un allenatore di pallacanestro e cestista azero.

## Carriera
Nel 2014 rappresenta l'Azerbaigian negli europei 3x3: a seguito di questo ha perso la cittadinanza lituana in quanto la Lituania non permette ai propri cittadini di avere due cittadinanze.

## Palmarès

### Giocatore
- Coppa di Polonia: 1

Anwil Włocławek: 2007
- Coppa di Russia: 1

Krasnye Kryl'ja Samara: 2011-12
- Lega Baltica: 1

Šiauliai: 2014-15